# الحجي ضيوف (لاعب كرة قدم، مواليد 1988)
الحجي ضيوف (بالفرنسية: El Hadji Diouf)‏ (20 أغسطس 1988 بداكار في السنغال - ) هو لاعب كرة قدم سنغالي في مركز الوسط. لعب مع أيك أثينا ونادي بوتوشاني ونادي فيتوريا سيتوبال وFK Čáslav ‏ وASC Xam-Xam ‏ وAnagennisi Karditsa ‏ وIlisiakos A.O. ‏ وزومباثلي هالاداس ‏.

## وصلات خارجية
- الحاج ضيوف على موقع قاعدة بيانات كرة القدم.إي يو (الإنجليزية)
- الحاج ضيوف على موقع Soccerway.com (الإنجليزية)